# Camponotus semoni
Camponotus semoni é uma espécie de inseto do gênero Camponotus, pertencente à família Formicidae.